# Jessica Alexander
Jessica Caroline Alexander (Londres, 19 de junho de 1999) é uma atriz inglesa. Ela começou sua carreira em curtas-metragens e na série da Disney Penny on M.A.R.S. (2018-2020). Ela teve seu papel de destaque na série da BBC iPlayer Get Even (2020) e fez sua estreia no cinema em Glasshouse e A Banquet (ambos em 2021). Ela ganhou ainda mais destaque na versão live-action da Disney de A Pequena Sereia (2023) como Vanessa.

## Biografia
Alexander nasceu em 19 de junho de 1999 em Westminster, centro de Londres e cresceu no sudoeste de Londres. Ela começou a atuar em um salão de igreja perto de casa aos cinco anos e, posteriormente, decidiu seguir a carreira de atriz.

## Carreira
Alexander começou a fazer audições para filmes aos 14 anos. Ela fez sua estreia no curta-metragem dirigido por Yorgos Lanthimos, Necktie (2013). Em 2016, ela apareceu em outro curta-metragem, intitulado Truck. Ela fez sua estreia na televisão em 2018 no drama adolescente italiano do Disney Channel Penny on M.A.R.S. como Lucy Carpenter, a antagonista das duas primeiras temporadas. No mesmo ano, ela foi procurada pela Select Model Management. Mais tarde, ela assinou com Next. Alexander teve seu papel de destaque na série de suspense adolescente da BBC iPlayer Get Even (2020), que teve um lançamento internacional na Netflix. Alexander interpretou Olivia Hayes, uma adolescente popular que finge ser rica e heterossexual. Ela traçou paralelos entre a personagem e ela aos 16 anos, pois ambas eram incrivelmente determinadas, apesar de ainda não se entenderem totalmente.
Em 2021, Alexander estrelou como Bee no thriller distópico sul-africano Glasshouse, dirigido por Kelsey Egan, que Alexander conheceu em um projeto anterior. Egan inicialmente queria uma atriz sul-africana para interpretar o papel, mas não encontrou nenhuma que se adequasse a personagem. Em outubro de 2020, ela enviou o roteiro para Alexander, que gostou e fez o teste alguns meses depois. O filme foi geralmente bem recebido, com elogios especiais para seu elenco. Seu segundo lançamento do ano, o filme de terror britânico A Banquet, recebeu críticas mais mornas da crítica. O desempenho de Alexander foi elogiado, no entanto; The Times a apelidou de "estrela em ascensão", enquanto o The New York Times comentou favoravelmente que as performances dela e da co-estrela Ruby Stokes foram "dolorosas". Em julho de 2022, ela apareceu no filme de suspense dirigido por Kate Cox, Into the Deep, ao lado de Matthew Daddario e Ella-Rae Smith. O filme foi lançado no Reino Unido em pelo Sky Cinema. Screen Rant afirmou que, apesar de um roteiro ruim, Alexander se destaca em levar em consideração os traços não escritos de sua personagem.
Alexander interpretou Vanessa, o alter-ego humano de Úrsula (Melissa McCarthy), no filme de fantasia musical A Pequena Sereia (2023), uma adaptação live-action do filme de 1989 com o mesmo nome da Disney. Sobre sua escalação, o diretor Rob Marshall afirmou que foi uma decisão consciente escalar uma atriz relativamente desconhecida como Vanessa, já que Mccarthy já estava interpretando Úrsula. Ele também disse: "Ela é apenas uma atriz linda, linda, e ela foi lá. É meio raro alguém tão bonita e carismátic ser capaz de se transformar na bruxa do mar literalmente na sua frente e simplesmente perdê-la. Foi emocionante ver essa mudança." Alexander gostou de interpretar o papel, comentando que ela "ama ser demoníaca e enlouquecer na tela, então esta foi uma oportunidade perfeita para isso". A Pequena Sereia e suas atuações receberam críticas geralmente positivas dos críticos. Comic Book Resources escreveu que "a Vanessa de Alexander é insensível e conivente... [ela] aproveita a oportunidade para dar tudo de si, revelando seu lado vilão em sua cena final." Sua performance também foi elogiada pelos fãs e viralizou no aplicativo de compartilhamento de vídeos TikTok.
Alexander tem um próximo papel na série do Globoplay Fallen (2023), que é baseada na série de romance homônimo de Lauren Kate. O show segue Luce (Alexander), uma jovem que é enviada para um centro de reabilitação semelhante a um culto por um crime que ela não se lembra de ter cometido.

## Vida pessoal
Alexander é abertamente bissexual.

## Imagem pública e filantropia
Em março de 2023, Alexander foi nomeada uma jovem brilhante pela Tatler. Alexander é uma defensora da comunidade LGBT e é conhecida como um ícone queer. Ela usa seu Instagram para divulgar questões relacionadas a LGBT.

## Filmografia
| Ano       | Título            | Papel          | Nota(s)                          | Ref.   |
| --------- | ----------------- | -------------- | -------------------------------- | ------ |
| 2013      | Necktie           | ASD            | Curta-metragem                   | [ 1 ]  |
| 2016      | Truck             | Siena          | Curta-metragem                   | [ 3 ]  |
| 2018–2020 | Penny on M.A.R.S. | Lucy Carpenter | Papel principal (Temporadas 1-2) | [ 29 ] |
| 2020      | Get Even          | Olivia Hayes   | Papel principal; 10 episódios    | [ 30 ] |
| 2021      | Glasshouse        | Bee            | Filme diretamente em vídeo       | [ 31 ] |
| 2021      | A Banquet         | Betsey         | Filme diretamente em vídeo       | [ 10 ] |
| 2022      | Into the Deep     | Lexie          | Filme de streaming               | [ 17 ] |
| 2023      | A Pequena Sereia  | Vanessa        | Filme                            | [ 24 ] |
| 2024      | Fallen            | Luce           | Papel principal                  | [ 27 ] |